# Progeryon paucidens
Progeryon paucidens is een krabbensoort uit de familie van de Progeryonidae. De wetenschappelijke naam van de soort is voor het eerst geldig gepubliceerd in 1922 door Bouvier.